# Antenne Kaiserslautern
Antenne Kaiserslautern 96.9 ist ein privater Radiosender, der aus dem rheinland-pfälzischen Kaiserslautern sendet.
Antenne Kaiserslautern ist Teil der lokalen Hörfunkkette The Radio Group, Eigentümer Stephan Schwenk, die 2008 durch eine Neuausschreibung von Radiofrequenzen der Landeszentrale für Medien und Kommunikation entstanden ist. Das Hörfunkprogramm mit regionalem und lokalem Bezug wird auf der UKW-Frequenz 96,9 MHz vom Fernmeldeturm Kaiserslautern ausgestrahlt, die vorher von Rockland Radio genutzt wurde.
Im Kabelnetz ist Antenne Kaiserslautern auf folgenden Frequenzen zu empfangen:
- Kaiserslautern: 96,9  MHz
- Winnweiler: 106,9  MHz
- Enkenbach-Alsenborn: 92,45 MHz

## Kritik
2013 erhob das Medienmagazin Zapp des NDR Vorwürfe gegen den Sender. Nach Aussagen ehemaliger Mitarbeiter soll Stephan Schwenk gezielt Informationen manipuliert haben. Der private Fernsehsender Rheinmaintv interviewte später den Geschäftsführer, der den Wasserrohrbruch bestätigte. Da zur Reparatur des Rohrs ein Schlosserunternehmen und nicht die Feuerwehr gerufen wurde, der Zapp-Reporter jedoch bei der Feuerwehr anfragte, konnte die ihm den Vorfall nicht bestätigen. Zum anderen widersprach Rheinmaintv dem Vorwurf, dass Antenne Kaiserslautern einseitig zu dem geplanten Bau eines Shopping-Centers berichtet haben soll. Eine Umfrage des Radiosenders vor dem Bau ist deckungsgleich mit dem Bürgerentscheid, der im Jahr 2011 mit 66 % den Bau des Einkaufszentrums K in Lautern besiegelte. Redaktionsmitarbeiter des Radiosenders erklärten, dass die zur Verfügung gestellten, ermittelten Umfragewerte, O-Töne und die später nachweisliche Deckungsgleichheit des Bürgerentscheids nicht bzw. nicht vollständig in den Bericht des NDR Medienmagazins eingeflossen seien.